# 双环邨街道
双环邨街道，是中华人民共和国天津市北辰区下辖的一个乡镇级行政单位。
该街道原属于红桥区，2020年12月天津市人民政府宣布撤销红桥区双环邨街道，成立北辰区双环邨街道。

## 行政区划
双环邨街道下辖以下地区：
佳园东里社区、佳园南里社区、佳园北里社区、碧春园社区、益春里社区、浩达公寓社区、碧春园第二社区、新佳园东里社区和孟春里社区。